# Hexatoma paragnava
Hexatoma paragnava är en tvåvingeart som beskrevs av Alexander 1973. Hexatoma paragnava ingår i släktet Hexatoma och familjen småharkrankar. Inga underarter finns listade i Catalogue of Life.